# Clover Moore
Clover Moore (nhũ danh Collins, 22 tháng 10 năm 1945) là một nữ chính trị gia người Úc. Bà là thị trưởng thành phố Sydney từ năm 2004.
Clover Moore là nghị viên độc lập của Quốc hội tiểu bang New South Wales từ năm 1988 đến năm 2012, đại diện khu bầu cử Bligh (1988-2007) và Sydney (2007-2012). Moore là nữ thị trưởng đầu tiên của Sydney được bầu theo đầu phiếu phổ thông.
Moore đã từ chức nghị viên của tiểu bang theo luật mới (đạo luật được giới truyền thông gọi là "Get Clover") vốn không cho phép kiêm nhiệm vị trí nghị viên tiểu bang và thành viên hội đồng hành chính địa phương. Sau khi tái cử thị trưởng năm 2012, bà buộc phải từ chức nghị viên tiểu bang mà bà nắm giữ suốt 24 năm ngay trước cuộc họp đầu tiên của hội đồng hành chính mới.

## Tiểu sử
Clover Collins (sinh 1945), sinh trưởng ở một khu ngoại ô vùng Gordon, phía Bắc Sydney. Thuở nhỏ bà theo học trường nữ Loreto Kirribilli tại khu Kirribilli, trước khi vào Đại học Sydney học ngành giảng dạy. Tại trường đại học này, bà đã yêu và kết hôn Peter Moore, một kiến trúc sư. Sau khi tốt nghiệp, hai người chuyển sang sống ở Luân Đôn (Vương quốc Anh) năm năm, sau đó quay về cư ngụ tại khu vực Redfern. Bà được bầu vào Hội đồng thành phố Sydney năm 1980. Moore theo đạo Công giáo.

## Nghị viên tiểu bang, 1988 - 2012
Sau khi chính phủ quyết định sáp nhập Hội đồng thành phố Sydney và Hội đồng Nam Sydney, Moore đã chuyển về làm việc tại Hội đồng thành phố Sydney mới. Moore đã phát họa chiến lược quản lý cụ thể và vận động tích cực trong việc giải quyết nhiều vấn đề với tư cách ủy viên hội đồng cũng như mở rộng ra toàn cộng đồng. Cuối năm 1987, bà là ứng viên sáng giá cho chức nữ thị trưởng đầu tiên và có khả năng đánh bại thị trưởng đương nhiệm Doug Sutherland. Tuy nhiên, chính quyền bang đột ngột giải tán toàn bộ hội đồng và cử người tạm quyền. Moore tận dụng cơ hội này chạy đua giành một ghế nghị viên độc lập vào Hạ viện tiểu bang trong cuộc bầu cử năm 1988. Dù không có đảng phái nào chống đỡ, bà vẫn giành được một ghế đại diện cho khu bầu cử Bligh, thắng sát sao đại diện Đảng Tự do Michael Yabsley.
Năm 1991, bà đồng tác giả kế hoạch cải cách chính phủ tiểu bang New South Wales. Cùng năm, bà tái trúng cử nhiệm kỳ hai. Quyền lực chính trị của bà từ đó gia tăng mạnh mẽ, cùng với các nghị viên độc lập Peter Macdonald và Tony Windsor, bà đã giữ được cán cân quyền lực tại Hạ viện tiểu bang. Bà một lần nữa tỏa sáng trên chính trường nhân sự kiện Ủy ban chống tham nhũng độc lập công bố các báo cáo tham nhũng liên quan đến thống đốc bang vốn thuộc Đảng Tự do Nick Greiner vào ngày 1 tháng 6 năm 1992. Trong khi chờ phán quyết chính thức của tòa, Moore và hai nghị viên độc lập khác tổ chức tuần hành đến Quốc hội bang với hăm dọa rút bỏ sự ủng hộ với chính phủ thiểu số liên minh. Do vậy mà khi toàn tuyên án, quyền lực của Greiner đã bị tước bỏ và ông phải từ chức vào ngày 24 tháng 6 năm 1992.
Bà tiếp tục nắm giữ chức nghị viên qua các cuộc bầu cử 1995 và 1999 hết sức an toàn. Cộng đồng đồng tính cảm ơn sự ủng hộ của bà trong các cuộc tuần hành Mardi Gras Sydney. Bà tái đắc cử năm 2003 và 2007.
Dù bà là nghị viên độc lập, bà và các đảng viên Đảng dân chủ Úc chia sẻ nhiều quan điểm tương đồng với rất nhiều vấn đề. Do vậy, bà thường nhận được sự ủng hộ của họ trong việc thông qua các đạo luật do bà đề xuất tại Thượng viện tiểu bang. Ngược lại, bà cũng cổ vũ cử tri bầu cho các nghị viên này trong cuộc bầu cử tiểu bang năm 2011.

## Thị trưởng Sydney, 2004 - nay
Đầu năm 2004, chính phủ Úc dưới quyền điều hành của Đảng Lao động và Bob Carr đã giải tán các ủy viên hội đồng và tiến hành sáp nhập Hội đồng thành phố Sydney và Hội đồng Nam Sydney. Động thái này đầy bất ngờ khi nữ thị trưởng lúc đó là Lucy Turnbull (phu nhân nghị viên Tự do Malcolm Turnbull) nhận được bản fax quyết định trên. Quyết định này được giới truyền thông cho là một nỗ lực đưa ứng viên Công đảng Michael Lee, một cựu bộ trưởng chính phủ liên bang, nắm giữ chức thị trưởng với tham vọng thu hút cử tri ủng hộ Công đảng. Tuy nhiên, nhiều khu vực bầu cử vẫn chung tay ủng hộ Clover Moore.
Khi Turnbull tuyên bố không chạy đua trong cuộc bầu cử, Lee dường như chắc chắn đã giành được chiến thắng. Vào ngày 24 tháng 2, Moore nhảy vào cuộc đua, tố cáo việc giải tán các hội đồng thành phố là bất chấp đạo lý và chỉ trích việc truất quyền bà Lucy Turnbull vốn được bầu cử một cách dân chủ, mặc dù Moore và Turnbull có nhiều quan điểm tư tưởng khác nhau. Ngay ngày hôm sau, tờ The Sydney Morning Herald đưa ra dự đoán Clover Moore sẽ là đối thủ đáng gờm của Lee.
Mặc dù Lee nhận được sự ủng hộ của đông đảo giới doanh thương, Moore vẫn giành chiến thắng trong cuộc bầu cử. Bà giành gấp đôi số phiếu cần thiết so với đối thủ.
Tại cuộc bầu cử hội đồng ngày 13 tháng 9 năm 2008, Moore tiếp tục được bầu giữ chức thị trưởng Sydney một lần nữa.

### Hoạt động và chính sách
Giữ chức thị trưởng, Clover Moore đã lập Quỹ lương mang tên chính mình để quyên tặng thành phố nhằm giúp đỡ những người khó khăn và cổ vũ cho phúc lợi động vật. Tính đến tháng 10 năm 2014, Quỹ này đã ủng hộ số tiền lên tới 1.230.000 đô la Úc cho các tổ chức từ thiện trong thành phố.
Năm 2006, đạo luật do bà đề xuất buộc công khai các hợp đồng giữa chính quyền với tư nhân được thông qua tại cả hai viện của Quốc hội tiểu bang.

### Tiết kiệm năng lượng
Dưới sự quản lý của Clover Moore, thành phố Sydney hướng đến giảm lượng phát thải carbon 70% đến trước năm 2030. Thành phố cho xây dựng làn dành riêng cho xe đạp, nâng cấp đội xe sử dụng năng lượng kép, trồng mới hơn 10.000 cây xanh, cung cấp thêm hơn 600 chỗ đậu xe dùng chung trên đường, lắp đặt hệ thống quang năng lớn nhất Sydney, lắp đặt hệ thống thu gom nước ở 11 công viên lớn và xây mới hai nhà máy đồng phát năng lượng.

### Xây dựng và cơ sở hạ tầng
Từ khi làm thị trưởng, Moore đã thúc đẩy hoàn thiện nhiều công trình xây dựng và cơ sở hạ tầng.
- Cung thể thao dưới nước Ian Thorpe (trước đây là cung thể thao dưới nước Ultimo) của kiến trúc sư Harry Seidler
- Thư viện Surry Hills bởi FJMT (Francis-Jones Morehen Thorpe)
- Công viên Redfern bởi BVN (Bligh Voller Nield)
- Vịnh Rushcutters: khán đài và khu kiosk bởi Lacoste+Stevenson
- Công viên Pirrama ở Pyrmont bởi ASPECT Studios
- Cải tạo công viên hoàng tử Alfred gần ga xe lửa Central bởi Rachel Neeson và Nick Murcutt
- Khu lễ Burton Street Tabernacle

Ngoài ra còn có hàng loạt công viên ở các khu Glebe, Pyrmont, Surry Hills, Rosebery, Vịnh Elizabeth và St Peters và khai trương hệ thống đường dành cho xe đạp mới cho Sydney.